# Herminie Waternau
Herminie Waternau (parfois orthographié Waterneau), née Hermine Riboulet ou Waternau le 19 août 1853 à Tlemcen (Algérie) et morte le 14 septembre 1913 à Athis-Mons, est une artiste peintre française. 

## Biographie

### Famille
Le 27 avril 1858 à Paris, Amé Louis Waternau, chef d'escadron, et Marguerite Françoise Sophie Baptistine Éléonore Riboulet, rentière, se marient et reconnaissent pour leurs enfants légitimes un garçon et une fille : Charles Amé, né sous le patronyme Riboulet et de père inconnu le 19 août 1853 à Oran ; Hermine Amélie, née le 19 août 1853 à Tlemcen. Amélie est l'un des deux prénoms donnés à une enfant née en 1850 à Oran et déclarée fille naturelle de Mme Riboulet, et morte à l'âge de 17 mois mais déclarée à sa mort comme fille naturelle d'une femme nommée Fanny Aicardé,.    
Devenu colonel, Louis Waternau, est fait commandeur de la Légion d'honneur après la bataille de Wörth (1870) et meurt en 1879. Charles Waternau devient journaliste et meurt en 1910.  

### Formation
Hermine Waternau devient élève de Delphine Arnould de Cool-Fortin et, en 1872, offre pour une loterie de la Souscription des femmes de France deux peintures qui lui permettent de récolter 1 350 francs,. 

### Carrière artistique
Sa carrière démarre vraiment lorsqu'elle expose un portrait de son père au Salon de 1878,. En 1881, elle obtient son certificat d'aptitude pour être professeur de dessin à Paris. 
Elle a d'autres professeurs après Delphine de Cool : ainsi, en 1888, elle reçoit l'enseignement des artistes Tony Robert-Fleury, Jules Lefebvre et Gustave Boulanger. Tout en continuant d'étudier, elle expose dans divers salons artistiques et présente notamment plusieurs de ses œuvres au Salon de l'Union des femmes peintres et sculpteurs à la fin des années 1880. 
Son tableau Au bord d'un ruisseau est inclus dans le livre Women Painters of the World en 1905. Une série de ses dessins à l'aquarelle et à la gouache représentant diverses vues de Paris à la fin du XIXe et tout début du XXe siècle (rues, intérieurs et extérieurs de bâtiments) est acquise par le musée Carnavalet vers 1907. 
Riche et propriétaire de plusieurs biens immobiliers à Paris et en Normandie, Hermine Waternau se retire à Athis-Mons vers 1903, vivant de ses revenus de rentière. 
En 1913, à 60 ans, elle est retrouvée morte d'une crise cardiaque, aux côtés de sa femme de chambre, Hermance Sèvre, elle aussi décédée,, : cette dernière, âgée de 54 ans, est morte, selon le médecin qui a constaté les décès, de « saisissement » après la mort de son employeuse. Les corps des deux femmes sont découverts par les autorités après que les voisins, inquiets de leur absence, ont donné l'alerte. 

## Œuvres
(liste non exhaustive)
- Portrait du colonel Waternau, peinture, Salon de 1878, localisation inconnue
- Saint Jean-Baptiste, peinture, Salon de 1879, localisation inconnue
- Après la danse, peinture, Salon de 1880, localisation inconnue
- Méditation, peinture, Salon de 1880, localisation inconnue
- Bohémienne, aquarelle, Salon de 1880, localisation inconnue
- Au bord du ruisseau, peinture, Salon de 1881, localisation inconnue
- Portrait de Mme S..., peinture, Salon de 1883, localisation inconnue
- La Leçon de musique, Salon de 1887, localisation inconnue[19]
- La Cour d'un marchand d'antiquités à Paris, peinture, Salon de 1888, localisation inconnue
- Un coin de marché, peinture, Salon de 1888, localisation inconnue
- Portrait de Mlle W..., peinture, Salon de 1889, localisation inconnue
- Un alchimiste de Venise, peinture, Salon de 1889, localisation inconnue
- Cardeuse de matelas, Paris, rue Glacière, aquarelle,  localisation inconnue
- La Domestique et sa maîtresse nourrissant les oiseaux, huile sur toile, localisation inconnue[20]
- 115 vues de Paris, aquarelles, musée Carnavalet, Paris[21]

## Galerie

Œuvres d'Herminie Waternau
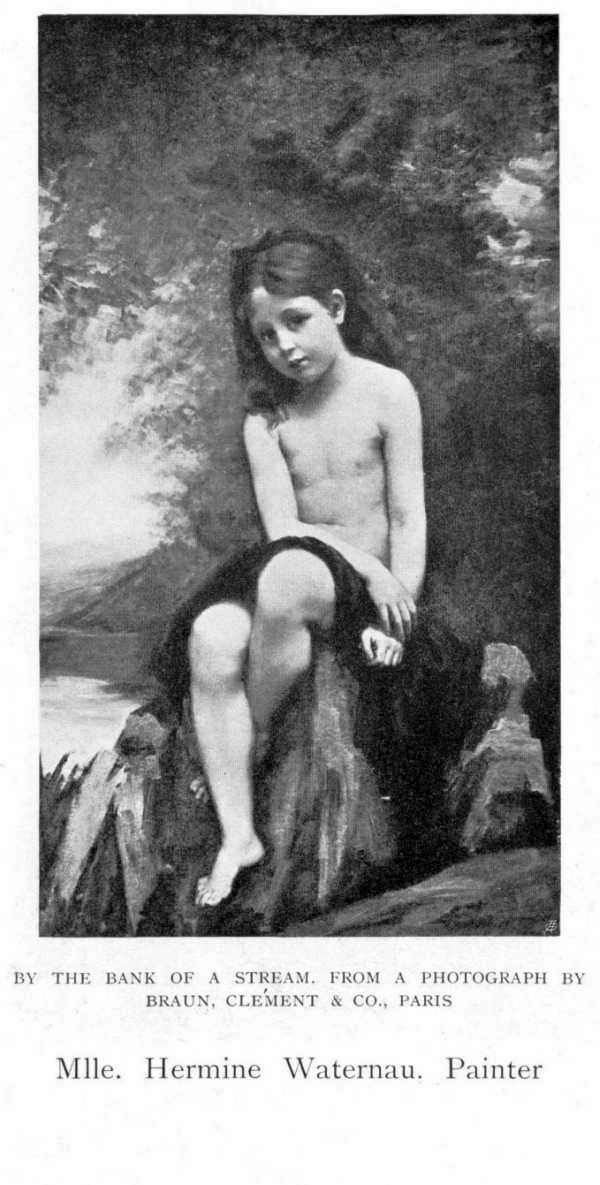
Au bord d'un ruisseau (1905), localisation inconnue.
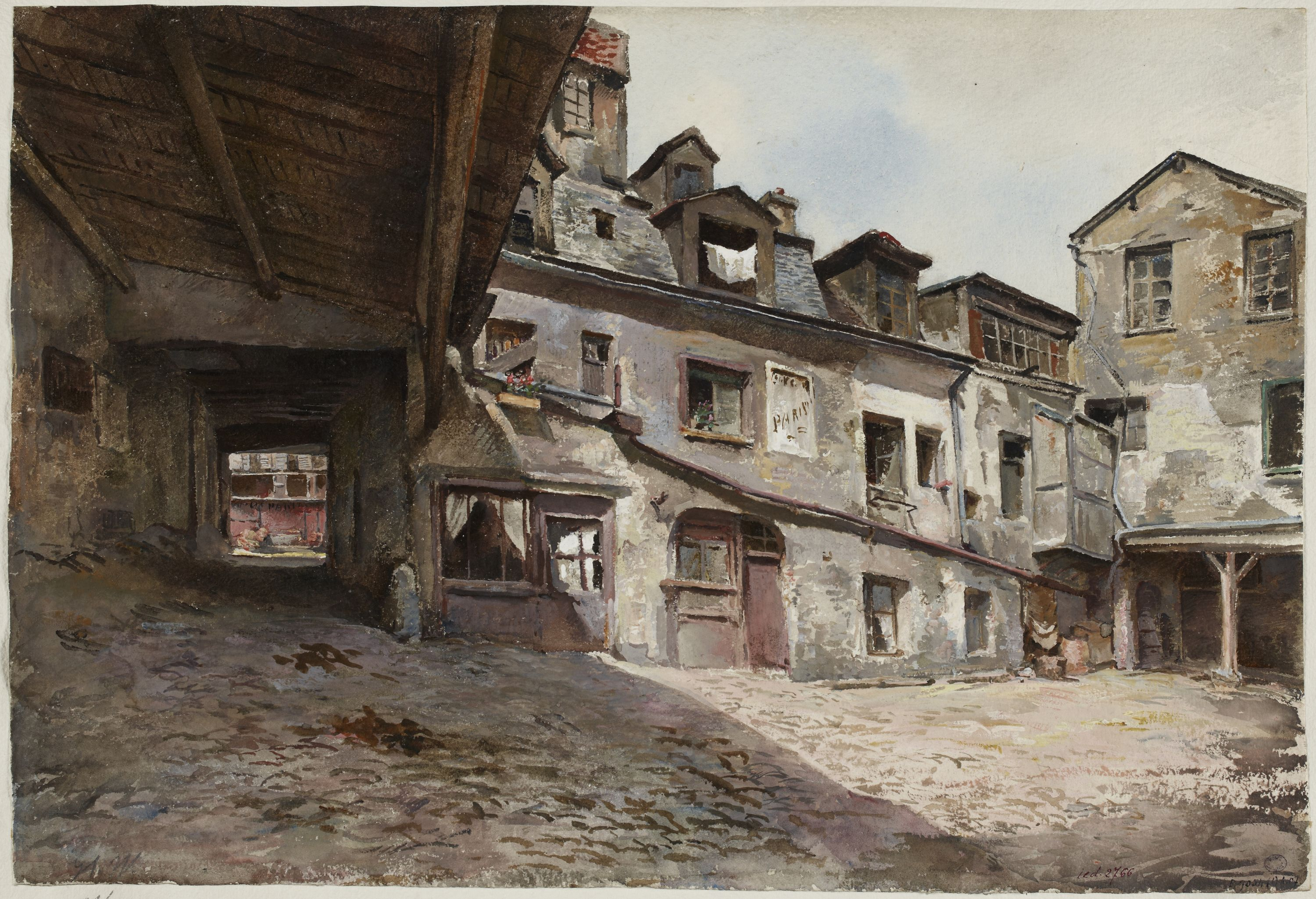
Cour de l'auberge du cheval blanc (1898), Paris, musée Carnavalet.
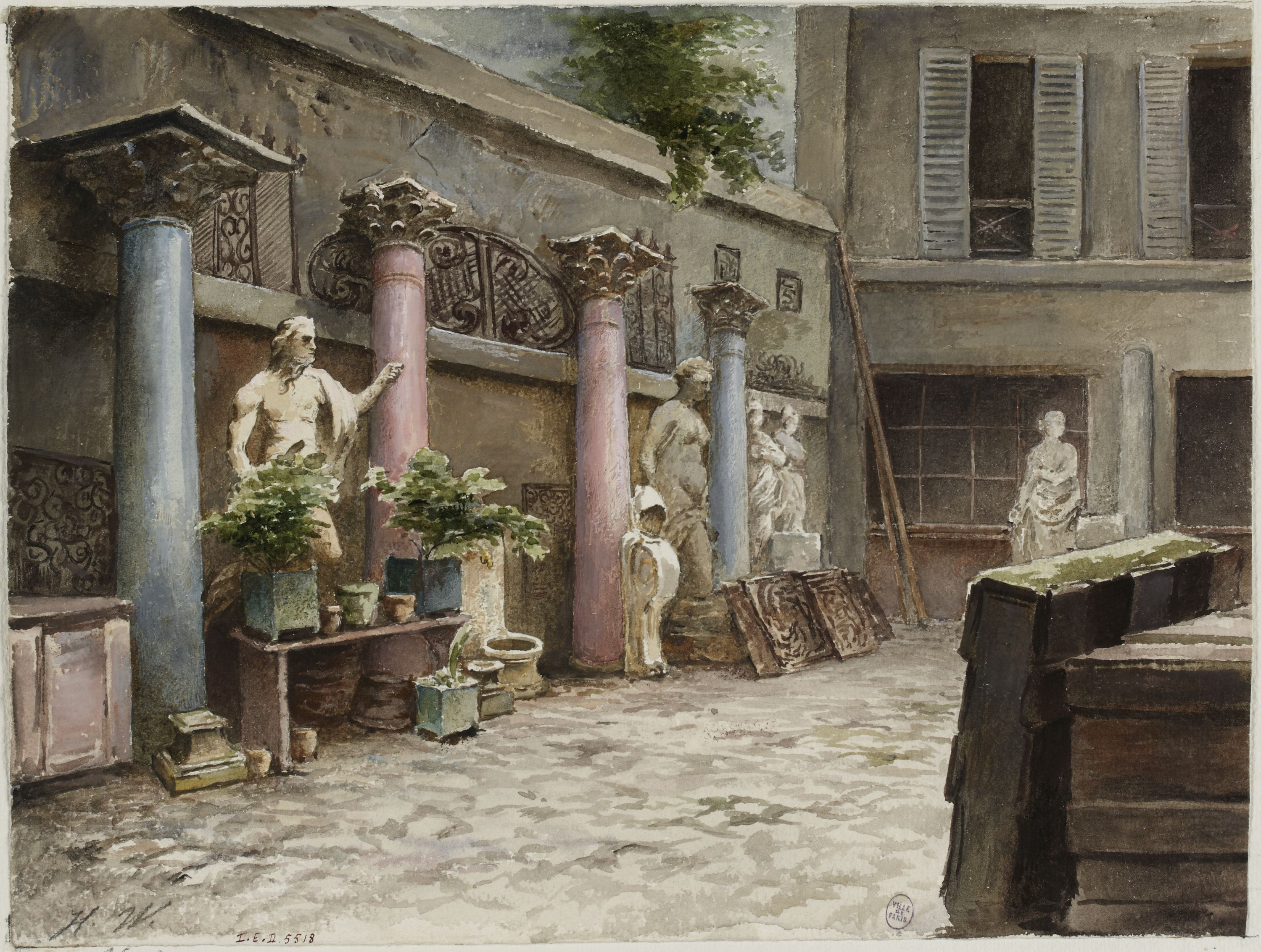
Cour d'un antiquaire, M. Récappé, rue Paul-Louis-Courier , aquarelle, gouache (1895), Paris, musée Carnavalet.
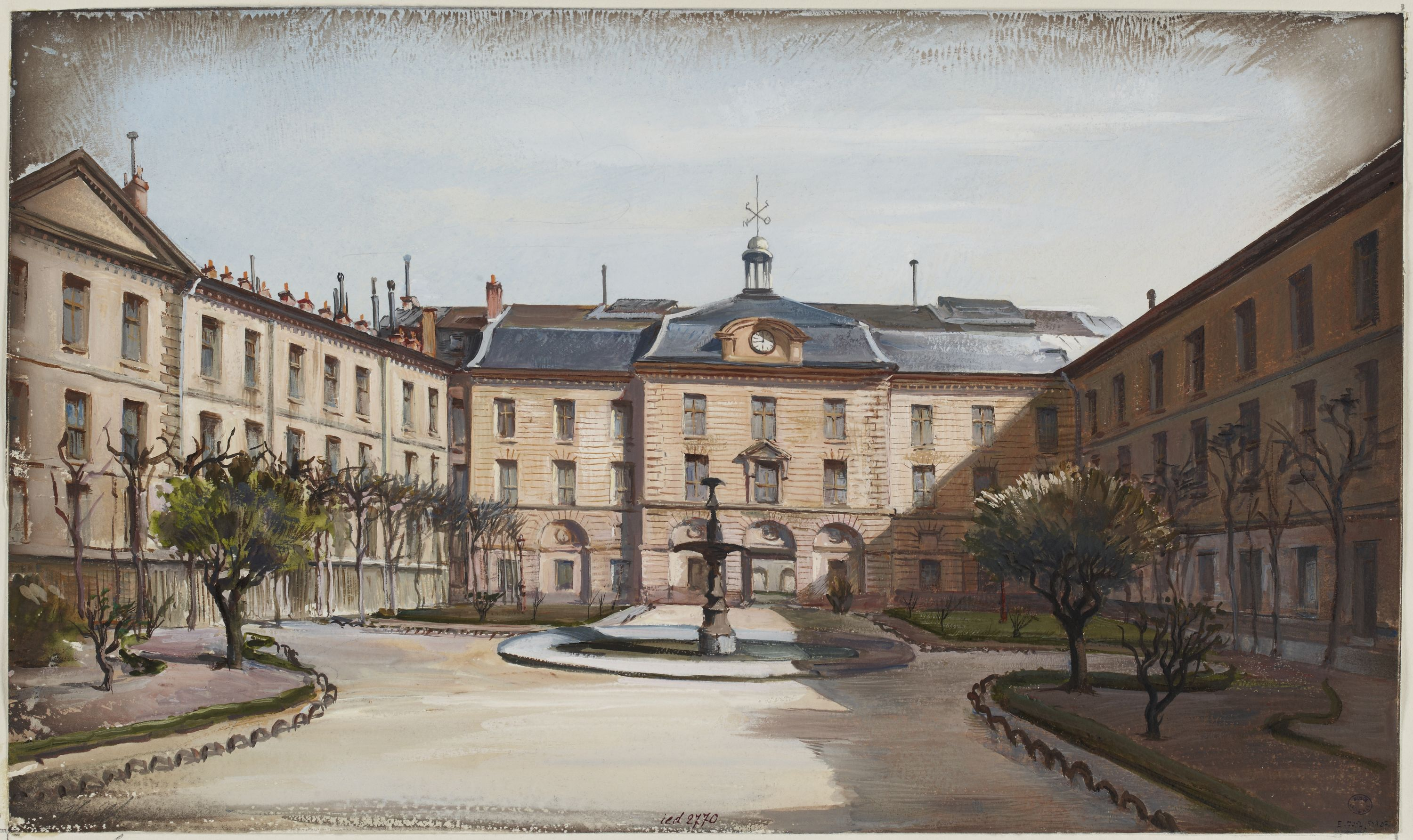
Cour principale de l’Hôpital de la Charité (1904), Paris, musée Carnavalet.